# Thinodromus borinquensis
Thinodromus borinquensis är en skalbaggsart som först beskrevs av Richard Eliot Blackwelder 1943.  Thinodromus borinquensis ingår i släktet Thinodromus och familjen kortvingar. Inga underarter finns listade i Catalogue of Life.